# Paska

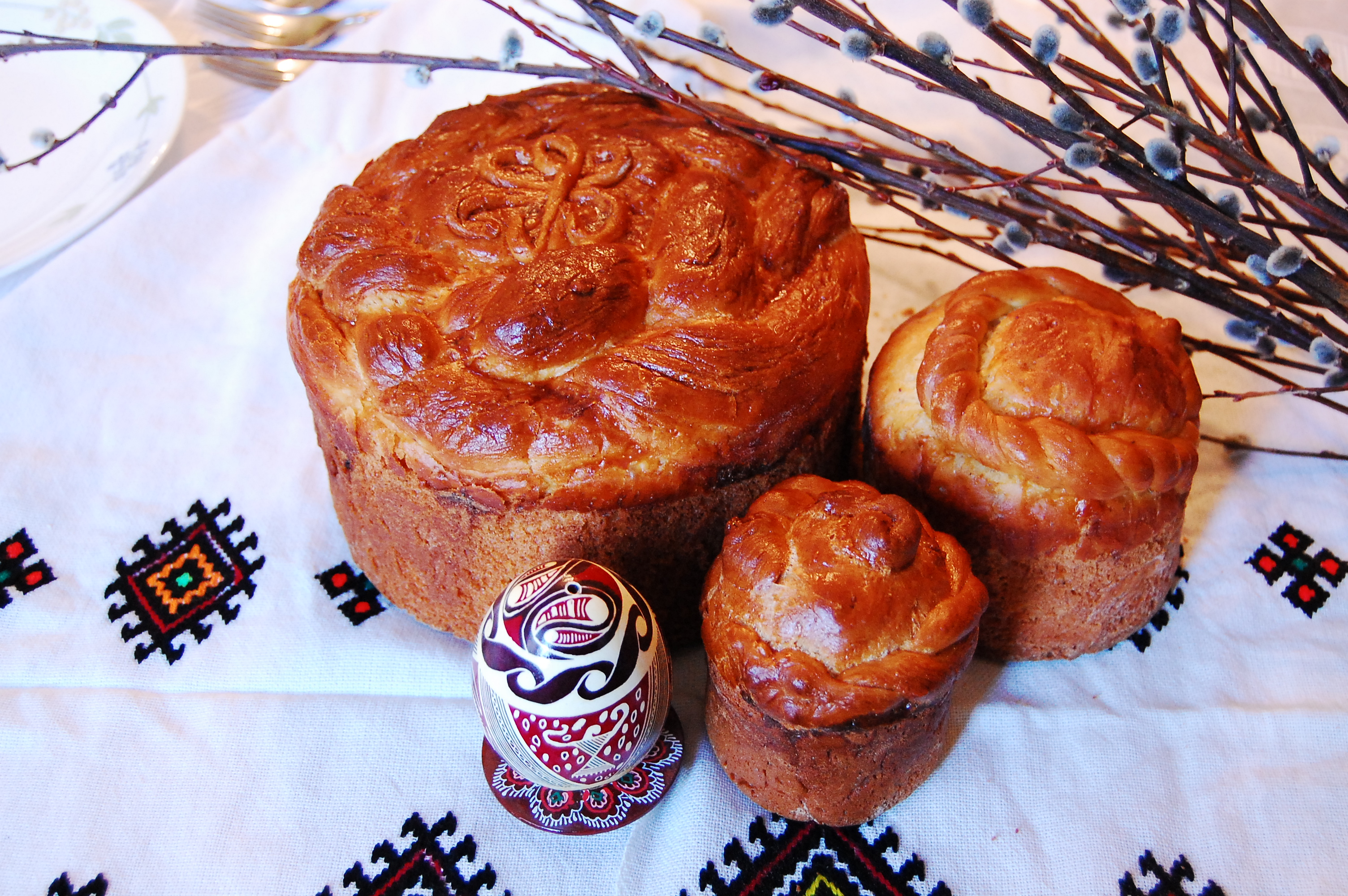
Paska ucraïnesa tradicional

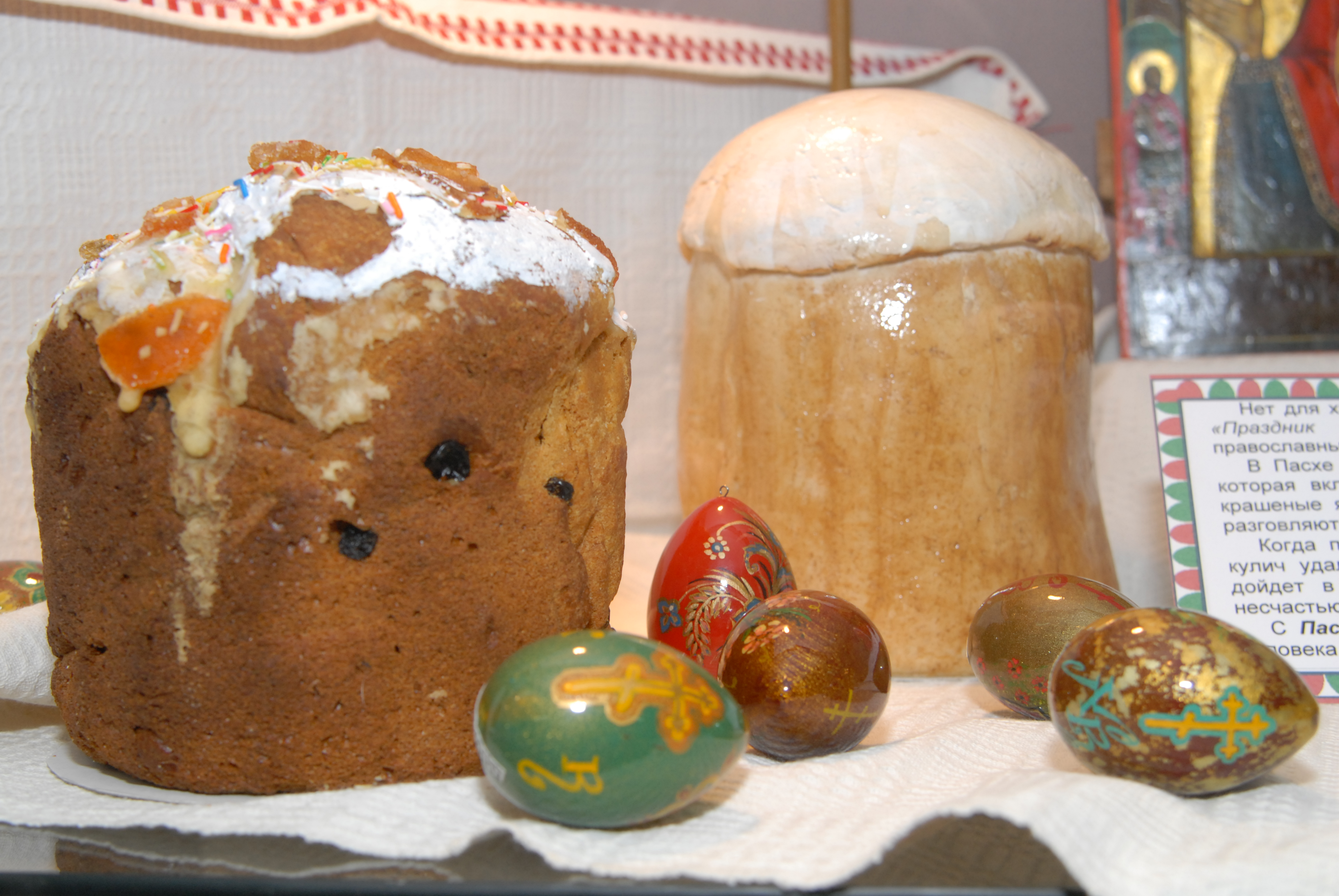
Paska

El paska és un pa de Pasqua oriünd dels països eslaus i present a Europa oriental i entre la població del Oest mitjà estatunidenc descendent d'emigrants. S'elabora amb mantega, ous i sucre. S'empra una mescla d'ou i aigua per glacejar-ho.
És tradició cristiana en molts països eslaus prendre aquest pa en Pasqua. Divers simbolismes cristians s'associa amb característiques dels pans de tipus paska. El seu interior pot ser una espiral groga i blanca, que es diu representa l'ascens de Crist en la fe cristiana, mentre el blanc representa l'Esperit Sant. Una versió d'aquest pa de Pasqua s'elabora afegint-li cireres per simbolitzar les joies reials en honor de la resurrecció de Jesús. Als Estats Units s'usen panses blanques per simbolitzar el «pa viu descendit del cel». Quan es prepara amb trossos disposats en un anell es diu que representa la corona d'espines que va portar Jesús.
El paska es menja amb hrudka, també nomenada syrek, una crema dolça suau semblant al formatge elaborada amb ou i llet i remolatxa barrejada amb raves i klobassy. Es creu que va ser portat als Estats Units pels menonites, i es consumeix en el Mitjà Oest dels Estats Units juntament amb altres plats de l'Est d'Europa com el Pierogui i la salsitxes kielbasa.
El paska estatunidenc s'elabora amb una mescla de farina, crema, sucre, ou, mantega i llevat. Es cobreix amb una mescla de formatge fresc i rovell d'ou, i de vegades també amb fruita. Aquest pa sol consumir-se tradicionalment en Pasqua.